# 李忠煥
李 忠煥（イ・チュンファン、朝鮮語: 이충환、1917年9月12日または9月13日 - 2005年9月30日）は、大韓民国の政治家、弁護士。第2・3・5・6・9・10代大韓民国国会議員。
本貫は陽城李氏。元駐チェコ大使の全海鎮と法務法人「中央」代表弁護士、元国会議員の李泛来は娘婿。

## 経歴
日本統治時代の忠清北道鎮川郡に生まれた。中央大学1年修了、大同学院卒業。1943年に日本の高等文官試験行政科に合格した。清州商科大学の講師と忠清北道人事処長代理を務めた後、第2代総選挙に無所属で立候補して当選し、民議員（国会議員）となった。その後も5度議員を務めた。国会議員在任中に予算決算委員長を4回務めたほか、民主党政策委副委員長、民衆党忠北第7地区党委員長、アジア国会議員連合第2回総会韓国代表、民衆党政策審議会議長・運営委員、新民党政務委員・政策審議会議長・全党大会議長・総裁権限代行・最高委員などを歴任した。1979年に政界引退し、弁護士を開業したほか、新韓国道徳国民運動本部総裁、国土統一問題顧問、大韓民国憲政会理事などを務めた。
2005年9月30日、持病により88歳で死去した。

## エピソード
1976年の新民党党権波動で、金泳三総裁が辞退する前、李を総裁権限代理に指名した。